# Ermita de Sant Doménec de Xaló
L'Ermita de Sant Doménec està situada al barri més comercial de Xaló: el de el Pla de la Séquia, entre l'anomenat Tossalet del Calvari i el riu Xaló-Gorgos.

## Història
Durant la primera meitat del segle XVII apareix documentada l'existència d'una confraria de la Mare de Déu del Roser. Aquesta confraria no s'oblida de Sant Doménec de Guzmán, el màxim propagador de la pràctica catòlica de resar el rosari, i els confrares llancen la idea de construir una ermita en honor d'aquest predicador. El projecte és acollit favorablement pels xaloners d'aleshores i mossén Paradís, el seu rector.
Entre 1691 i 1697 es construeix l'ermita de Sant Doménec, amb almoines i donatius dels veïns. El 1699 s'inaugura solemnement el dia 2 de febrer. S'instaura la celebració de la festa de Sant Doménec el dia 4 d'agost de cada any.
El 1760 Sant Doménec és declarat patró de Xaló. Les autoritats locals (els jurats) nomenen el primer mestre-ermità. D'aquesta manera, l'ermita tindrà dues funcions: lloc de culte i centre d'ensenyament.
A partir de 1791 els ermitans que vagen sent nomenats ja no tindran la condició de mestres i l'ermita deixa de desenvolupar una tasca educativa, que passa a unes altres instàncies. Entre 1881 i 1884 es fa la primera reparació de l'ermita.
El 1978 es torna a restaurar l'edifici a càrrec de la sra. Georgette Bosch i Pont.